# 팔봉중학교
팔봉중학교(八峰中學校)는 대한민국 충청남도 서산시 팔봉면 진장리에 있는 사립 중학교이다. 

## 학교 연혁
- 1966년 4월 1일 : 설립자 정계훈 선생 어송감리교회 웨슬레 중등구락부 개교(학생 4명, 교원 7명)
- 1968년 2월 3일 : 팔봉고등공민학교 설립인가
- 1969년 1월 10일 : 팔봉고등공민학교 제1회 졸업식(32명)
- 1970년 7월 27일 : 학교법인 계훈학원 설립인가
- 1970년 7월 27일 : 초대 이사장 정계훈 선생 취임
- 1971년 1월 25일 : 팔봉중학교 설립 인가(6학급)
- 1971년 9월 1일 : 초대 교장 구태성 선생 취임
- 1974년 1월 11일 : 팔봉중학교 제1회(통산6회) 졸업식(108명)
- 1977년 12월 14일 : 2층교사 신축 준공
- 1998년 6월 19일 : 꿈사랑의 집(강당) 준공
- 2015년 3월 2일 : 학칙변경(7학급)
- 2015년 8월 21일 : 제2대 이사장 정지만 선생 취임 및 명예 이사장 정계훈 장로 추대
- 2020년 3월 1일 : 제7대 교장 정훈희 선생 취임
- 2023년 1월 5일 : 제50회(통산55회) 졸업식(53명, 총연인원 6,667명)
- 2023년 3월 2일 : 2023학년도 입학식(56명)

## 참고 자료
- 팔봉중학교 - 한국교육학술정보원 학교알리미